# Duiven (vogels)
Duiven (Columbidae) vormen een familie van meestal middelgrote, compact gebouwde vogels met volle, ronde borst en kleine kop. Ze hebben een snelle, meestal rechtlijnige vlucht. Ze kunnen in tegenstelling tot andere vogels water met de snavel opzuigen. De jonge duiven worden met duivenmelk uit de krop gevoerd. Het mannetje heet doffer en het vrouwtje wordt duivin of gewoon duif genoemd.

## Jongen
Een duif broedt zo'n zestien tot twintig dagen in een eenvoudig, wat rommelig gemaakt nest. Als de jongen geboren worden zijn ze blind en bedekt met dun geel dons. Na drie à zes dagen gaan de oogjes van de jongen open en na elf dagen krijgen de jongen veren. De moeder stopt het voederen na ongeveer zestien dagen, dan eet het jong zelf. Na 25 dagen kan het jong vliegen.

## Gebruik door de mens
Duiven worden al lang gehouden door de mens; als pluimvee, om ze (in duiventillen) vet te mesten en op te eten, als sierduif en vooral ook als postduif vanwege hun fenomenale oriëntatievermogen. Al in de vijfde dynastie van het oude Egypte (2500-2350 v.Chr.) waren er tamme duiven. Hiervan zijn tekeningen gevonden in een graf uit die periode.
In vroeger jaren kende men onder het ancien régime het Duivenrecht. Alleen de adel en de geestelijkheid was het recht voorbehouden om duiven te houden.
In de Tachtigjarige Oorlog werd de duif al gebruikt om berichten over te brengen vanuit belegerde steden. In de Eerste Wereldoorlog gebruikten zowel het Duitse leger als de geallieerden postduiven en opnieuw - in mindere mate - in de Tweede Wereldoorlog.
Tijdens de Olympische Zomerspelen van 1900 in Parijs stond het afschieten van levende duiven op het programma. Er werden bij dit onderdeel ongeveer 300 vogels gedood. Het onderdeel werd daarna geschrapt. De vogels werden op de Olympische Zomerspelen van 1912 in Stockholm vervangen door kleiduiven.
Houtduiven zijn soms te koop bij de poelier. Ook wordt soep gemaakt van de duif.

## Symboliek
De duif staat symbool voor verschillende dingen:
- Personificatie van de vrede, in tegenstelling tot de raaf. Dit is terug te voeren op het verhaal van Noach.[bron?]
- Een paartje duiven is het symbool van de liefde. Vaak is dit het attribuut van Venus.
- Het christelijke symbool voor de Heilige Geest,[2] naar de woorden van Johannes de Doper: En Johannes getuigde: ‘Ik heb de Geest als een duif uit de hemel zien neerdalen, en hij bleef op hem rusten.’ (Johannes 1:32).
- De ziel. Op oude schilderijen staat soms een non afgebeeld waarbij een duif uit de mond komt. De ziel verlaat het lichaam. Zie ook Scholastica.
- Een duif met een flesje in de snavel is het attribuut van Remigius.

## Soorten
In België en Nederland komt een aantal duivensoorten voor, waarvan sommige zich sterk aan de mens hebben aangepast. De rotsduif bijvoorbeeld is een voorouder van de tamme stadsduif die overal in de grote steden aangetroffen kan worden, volgens sommigen zelfs in te groten getale. Voor veel mensen is de stadsduif de duif, maar een duif als de Turkse tortel of de houtduif komt ook zeer veel voor in Europa.
In de tweede helft van januari 2010 is in Nederland, in Warga, voor het eerst één oosterse tortel gespot. Ook komen holenduiven veel voor op akkers omzoomd door bossen.

## Gezondheidsrisico's van duiven
Duiven kunnen verschillende ziektes veroorzaken, waaronder de papegaaienziekte en een duivenmelkerslong. Met name duivenhouders lopen risico.

## Geslachten
De volgende geslachten zijn bij de familie ingedeeld:
- Alectroenas (4 soorten blauwe duiven, waarvan één uitgestorven)
- Alopecoenas (13 soorten patrijsduiven, waarvan 3 uitgestorven)
- Caloenas (manenduif plus 2 uitgestorven soorten)
- Chalcophaps (3 soorten smaragdduiven)
- Claravis (1 soort: blauwe grondduif)
- Columba (35 soorten waaronder houtduif)
- Columbina (9 soorten)
- Cryptophaps (1 soort: notenduif)
- Didunculus (2 soorten tandduiven)
- Drepanoptila (1 soort: zijden jufferduif)
- Ducula (41 soorten muskaatduiven)
- Gallicolumba (7 soorten dolksteek- en patrijsduiven)
- Geopelia (5 soorten zebraduiven)
- Geophaps (3 soorten kwartelduiven)
- Geotrygon (9 soorten kwartelduiven)
- Goura (4 soorten kroonduiven)
- Gymnophaps (4 soorten bergduiven)
- Hemiphaga (2 soorten: chathamduif en Nieuw-Zeelandse duif)
- Henicophaps (2 soorten bronsvleugelduiven)
- Leptotila (11 soorten)
- Leptotrygon (1 soort: veraguakwartelduif)
- Leucosarcia (1 soort: wongaduif)
- Lopholaimus (1 soort: knoedelduif)
- Macropygia (15 soorten koekoeksduiven)
- Metriopelia (4 soorten punaduiven)
- Nesoenas (3 soorten, waarvan één uitgestorven)
- Ocyphaps (1 soort: spitskuifduif)
- Oena (1 soort: maskerduif)
- Otidiphaps (1 soort: fazantduif)
- Paraclaravis (2 soorten purpergrondduiven)
- Pampusana (13 soorten patrijsduiven, waarvan 3 uitgestorven)
- Patagioenas (17 soorten)
- Petrophassa (2 soorten kwartelduiven)
- Phapitreron (4 soorten vruchtduiven)
- Phaps (3 soorten bronsvleugelduiven)
- Ptilinopus (57 soorten jufferduiven, waarvan één uitgestorven)
- Reinwardtoena (3 soorten langstaartduiven)
- Spilopelia (2 soorten palmtortels)
- Starnoenas (1 soort: blauwkopkwartelduif)
- Streptopelia (15 soorten tortels)
- Treron (30 soorten papegaaiduiven)
- Trugon (1 soort: grijze grondduif)
- Turacoena (3 soorten koekoeksduiven)
- Turtur (5 soorten)
- Uropelia (1 soort: campoduif)
- Zenaida (7 soorten treurduiven)
- Zentrygon (8 soorten kwartelduiven)

### Uitgestorven
- † Ectopistes (1 soort: trekduif)
- † Microgoura (1 soort: salomonskroonduif)
- † Pezophaps (1 soort: rodriguessolitaire)
- † Raphus (1 soort: dodo)

## Media
- Rotsduiven
- Rotsduiven
- Mannetje van de Jambu-jufferduif
- Mannetje van de roodhalsjufferduif

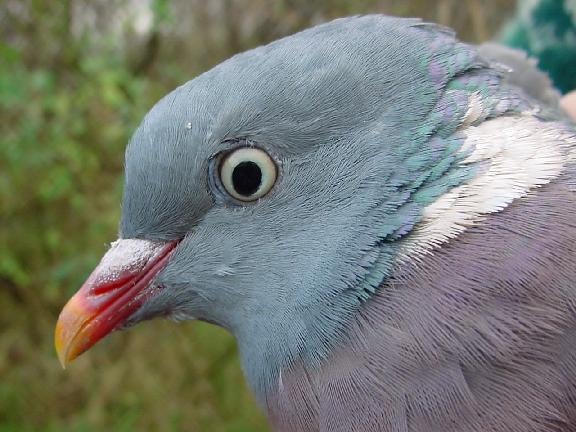
Houtduif (Columba palumbus)
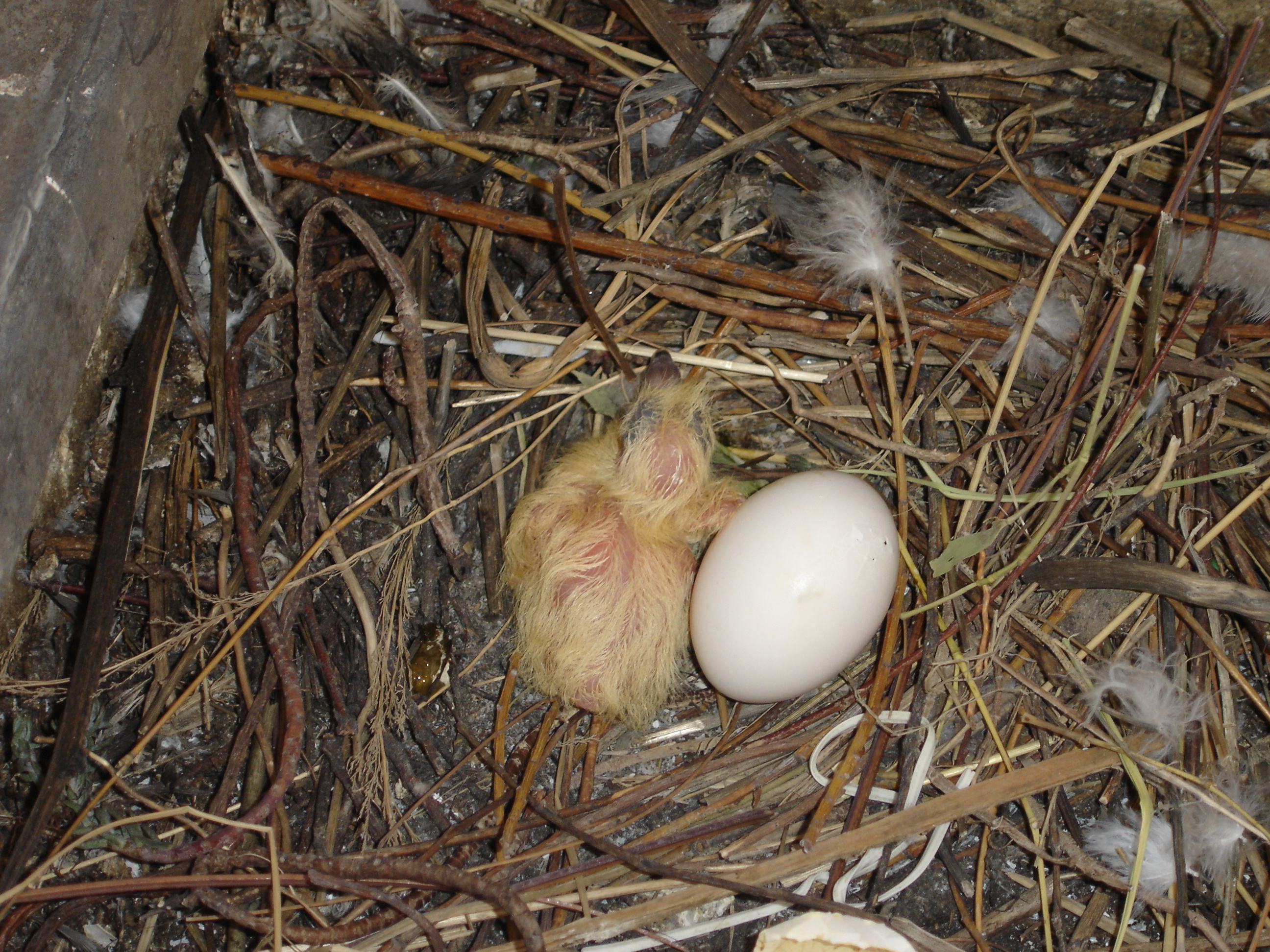
Een pas uitgekomen duif en een duivenei, op een balkon van het Winston Hotel in Amsterdam, januari 2005.
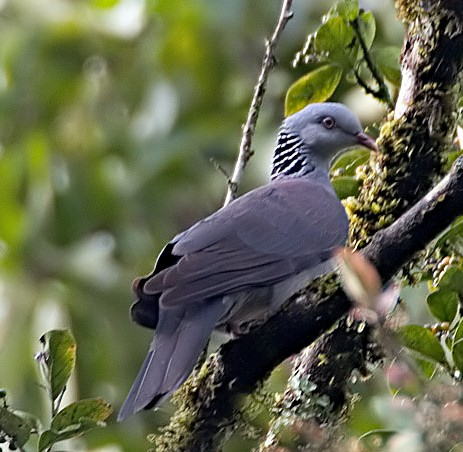
Nilgirihoutduif (Columba elphinstonii)
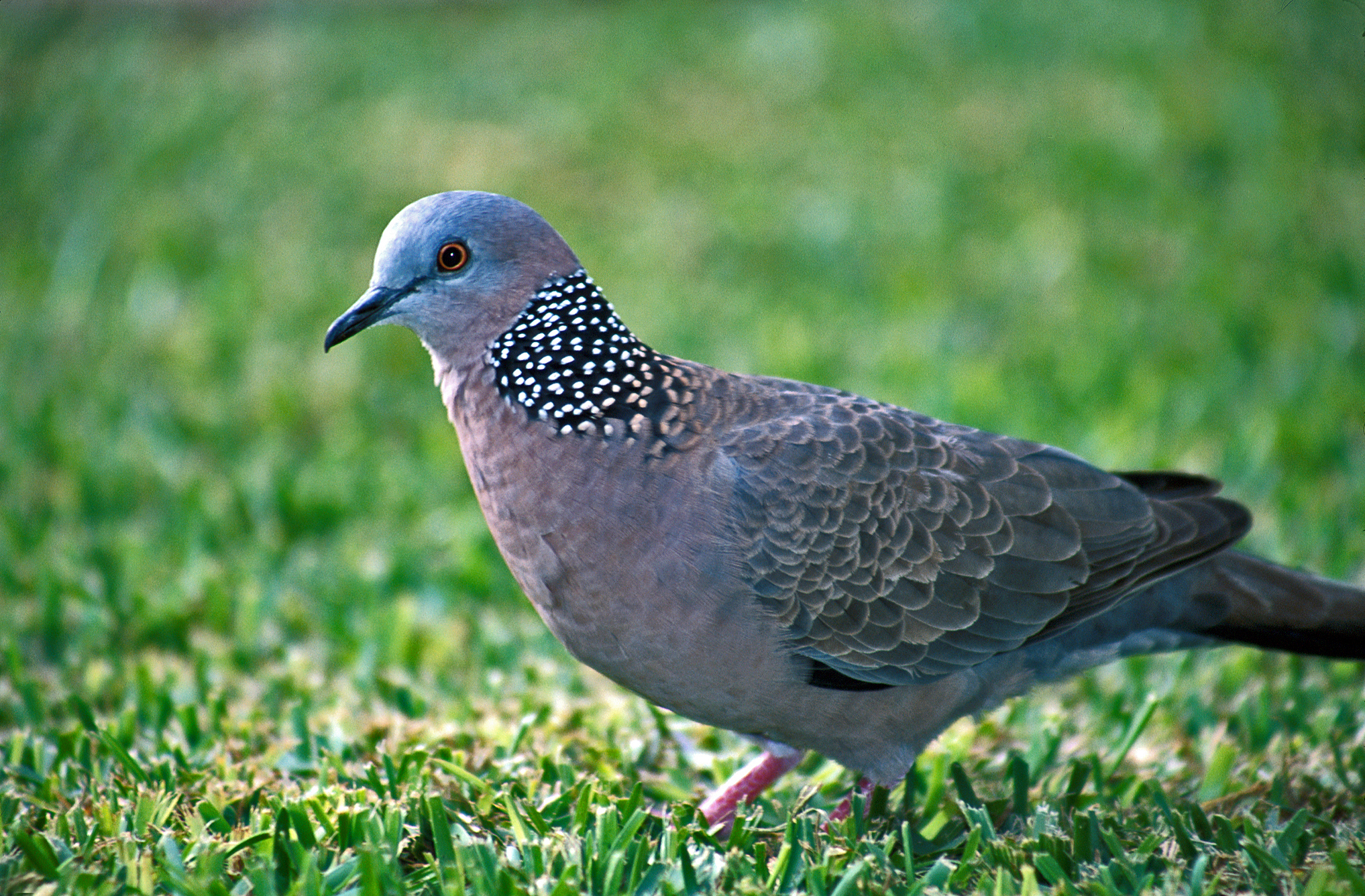
Parelhalstortel (Streptopelia chinensis)
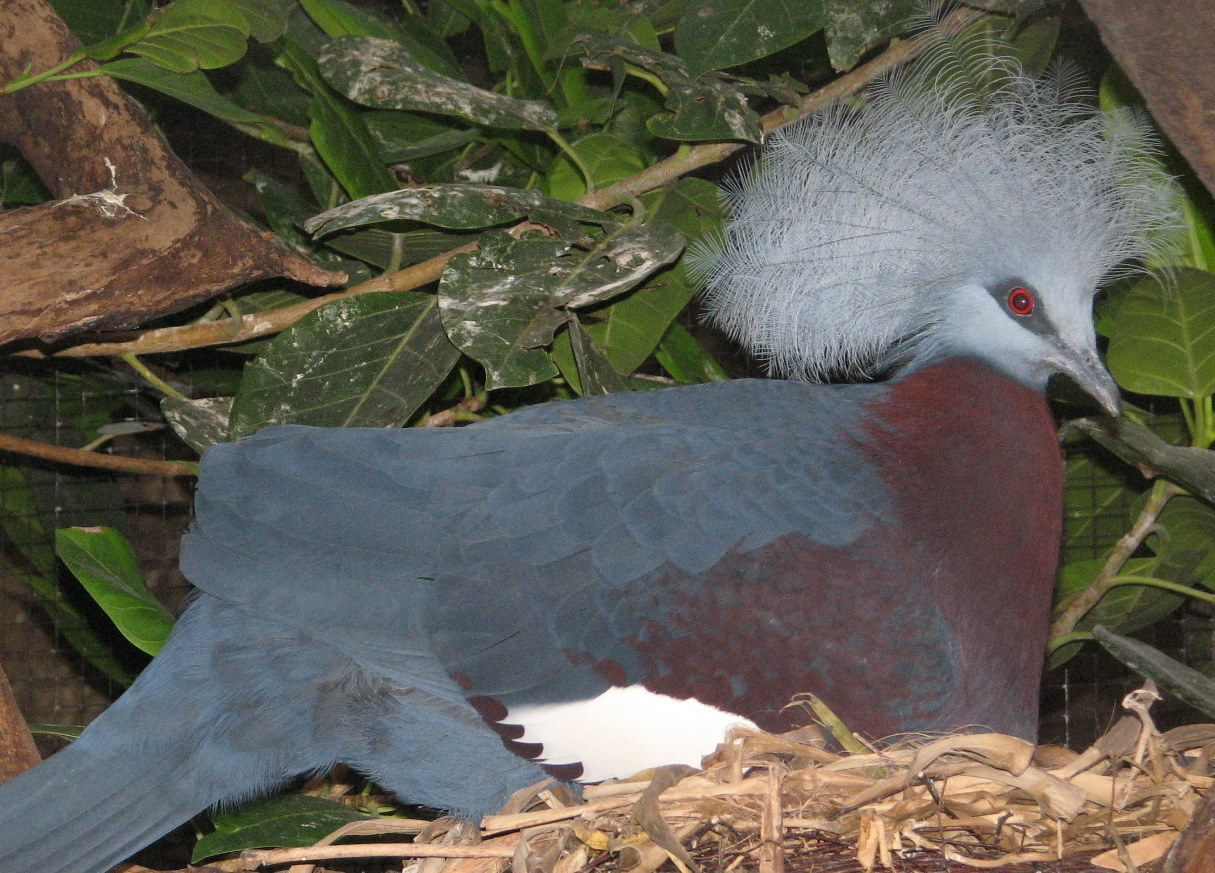
Scheepmakers kroonduif (Goura scheepmakeri)